# Архиепархия Порту-Алегри
 Архиепархия Порту-Алегри  (лат. Archidioecesis Portalegrensis in Brasilia) — архиепархия Римско-Католической церкви с центром в городе Порту-Алегри, Бразилия. В митрополию Порту-Алегри входят епархии Кашиас-ду-Сула, Монтенегру, Нову-Амбургу, Озориу. Кафедральным собором архиепархии Порту-Алегри является церковь Пресвятой Девы Марии.

## История
7 мая 1848 года Римский папа Пий IX издал буллу «Ad oves Dominicas rite pascendas», которой учредил епархию Сан-Педру-ду-Риу-Гранди, выделив её из архиепархии Рио-де-Жанейро. Первоначально епархия Сан-Педро-ду-Риу-Гранди входила в митрополию Сан-Салвадора-да-Баия.
27 апреля 1892 года епархия Сан-Педру-ду-Риу-Гранди вступила в митрополию Рио-де-Жанейро.
15 августа 1910 года епархия Сан-Педру-ду-Риу-Гранди передала часть своей территории в пользу возведения новых епархий Пелотаса, Санта-Марии, Уругуаяны. В этот же день Римский папа Пий X выпустил буллу «Praedecessorum Nostrorum», которой переименовал епархию Сан-Педру-ду-Риу-Гранди в епархию Порту-Алегри и возвёл её в ранг архиепархии.
В следующие годы архиепархия Порту-Алегри передала часть своей территории в пользу возведения новых католических церковных структур:
- 8 сентября 1934 года — епархии Кашиаса (сегодня — Епархия Кашиас-ду-Сула) и апостольской прелатуре Вакарии (сегодня — Епархия Вакарии);
- 29 июня 1959 года — епархии Санта-Крус-ду-Сула;
- 2 февраля 1980 года — епархии Нову-Амбургу;
- 10 ноября 1999 года — епархии Озориу;
- 2 июля 2008 года — епархии Монтенегру.

## Ординарии архиепархии
- епископ Feliciano José Rodrigues de Araujo Prates (de Castilhos) (5.05.1851 — 27.05.1858);
- епископ Sebastião Dias Laranjeira (28.09.1860 — 13.08.1888);
- архиепископ Cláudio José Gonçalves Ponce de Leon (26.06.1890 — 9.01.1912);
- архиепископ João Batista Becker (1.08.1912 — 15.06.1946);
- кардинал Альфреду Висенте Шерер (30.12.1946 — 29.08.1981);
- архиепископ João Cláudio Colling (29.08.1981 — 17.07.1991);
- архиепископ Altamiro Rossato (17.07.1991 — 7.02.2001);
- архиепископ Dadeus Grings (7.02.2001 — 18.09.2013);
- кардинал Жайме Спенглер (18.09.2013 — по настоящее время).

## Источник
- Annuario Pontificio, Libreria Editrice Vaticana, Città del Vaticano, 2003, ISBN 88-209-7422-3